# Bolivia durante la Guerra de las Malvinas
La actuación de Bolivia durante la Guerra de las Malvinas se refiere a todos los actos que el país realizó durante el tiempo que duró el conflicto bélico de las Islas Malvinas. Cabe mencionar que ya desde el siglo XIX, Bolivia se había convertido en 1833 en el primer país de América Latina en reclamar por la invasión inglesa en las Islas Malvinas.

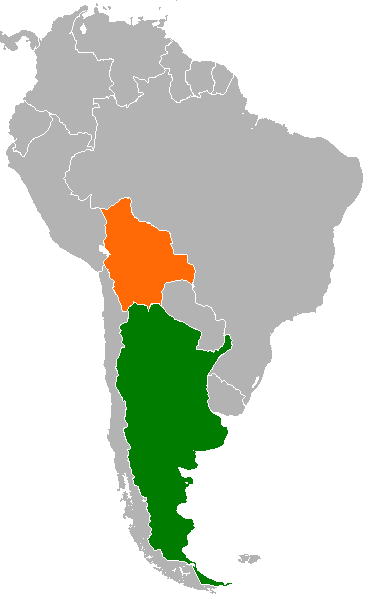
Bolivia y Argentina comparten una larga frontera de 742 kilómetros de longitud

## Historia

### SigloXIX
La historia de Bolivia con las Islas Malvinas comienza durante la ocupación británica de 1833 pues durante esa época el mariscal Andrés de Santa Cruz Calahumana (quien gobernó Bolivia durante una década desde 1829 hasta 1839) y una vez enterado de la noticia de la invasión inglesa a las islas, Santa Cruz decidió enviar una carta de protesta al rey Guillermo IV del Reino Unido en donde le manifestaba que Bolivia solamente reconocía a la República Argentina como unidad territorial sobre las Malvinas. Dicha carta boliviana fue también enviada al Primer Ministro del Reino Unido de ese momento Charles Grey además de enviar también otra copia del original a la ciudad de Buenos Aires.

### SigloXX

#### Gobierno Boliviano y las Malvinas
Cuando estalló la Guerra de las Malvinas el 2 de abril de 1982, Bolivia era gobernada en esa época por una dictadura militar al mando del general de ejército Celso Torrelio Villa. Cabe mencionar que algunos militares bolivianos estuvieron dispuestos a ayudar a la Argentina y claro ejemplo de ello fueron las declaraciones a la prensa del entonces comandante de la Fuerza Aérea Boliviana (FAB) el general Natalio Morales Mosquera que dijo lo siguiente:

"Bolivia pondrá aviones de caza a la frontera en apoyo a la Argentina. También pondrá a disposición la flota de aviones del Transporte Aéreo Militar (TAM) así como igualmente la infraestructura aeroportuaria y si es necesario el reaprovisionamiento de combustible para los aviones argentinos. Así como Perú ya esta cooperando militarmente, nosotros también hemos decidido hacerlo. Nuestro apoyo no solo es moral sino también será material”
General Natalio Morales Mosquera, Comandante de la Fuerza Aérea Boliviana (La Paz, Bolivia, 13 de abril de 1982)

#### Amenaza británica a Bolivia
Sin embargo las declaraciones del propio comandante de la Fuerza Aérea Boliviana no pasaron desapercibidas para la Embajada del Reino Unido en La Paz que se pronunció también ante la prensa y de manera pública pidió al presidente Celso Torrelio Villa que de una vez por todas confirme si Bolivia ya optó también por comenzar las hostilidades contra el Reino Unido. Algunas horas más tarde trascendió la noticia que de manera privada y secreta Reino Unido había advertido al gobierno boliviano (en tono de amenaza) con aplicar duras sanciones económicas a Bolivia, especialmente en el área minera, en caso de que el país decida entrar a la guerra en apoyo de Argentina pues cabe recordar que en ese entonces el primer y principal pilar de la Economía de Bolivia era aún la minería.

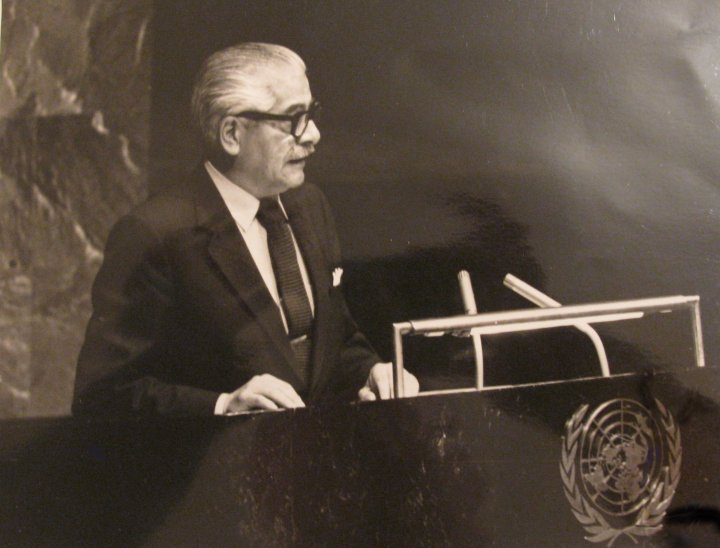
Fotografía del abogado y diplomático boliviano Gonzalo Romero Álvarez García (1916-1989) en la Organización de las Naciones Unidas quien además ocupó el cargo de canciller cuando comenzó la Guerra de las Malvinas durante el gobierno de Celso Torrelio Villa desde 1981 hasta 1982.

Es de esa manera que para evitar un posible embargo comercial a todo el país, el abogado y diplomático Gonzalo Romero Álvarez García que en ese momento ocupaba el alto cargo de Canciller de Bolivia decidió recomendar al presidente boliviano no intervenir en la guerra a favor de Argentina pero tampoco estar en contra de ella sino más bien adoptar una política de neutralidad frente al conflicto de las Malvinas.

"Los problemas entre Argentina y Gran Bretaña deben ser resueltos por la vía diplomática aclarando también que en ningún momento el gobierno boliviano ha contemplado realizar acciones de tipo militar”
Canciller de Bolivia Gonzalo Romero Álvarez García (La Paz, Bolivia, 15 de abril de 1982)

#### Sociedad Boliviana y las Malvinas
Si bien el gobierno boliviano había adoptado una postura neutral frente el conflicto pues no había ocurrido lo mismo con la sociedad boliviana ya que el 26 de mayo de 1982 el gobernador de facto de la Provincia de Salta Roberto Augusto Ulloa (1924-2020) junto al Centro Boliviano de Salta y la Federación de Excombatientes Bolivianos de la Guerra del Chaco (1932-1935) anunciaron ante la prensa argentina que en ese momento existía alrededor de por lo menos unos 25 000 ciudadanos bolivianos que se encontraban dispuestos a ir al frente de batalla, ofreciéndose todos como voluntarios para defender las Islas Malvinas rechazando la invasión inglesa.

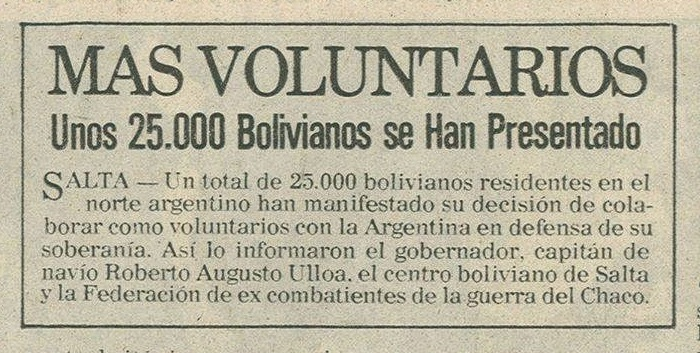
Recorte de un titular del 26 de mayo de 1982 perteneciente al diario bonaerense La Razón informando sobre los voluntarios bolivianos que se ofrecen para ir a combatir en la Guerra de las Islas Malvinas.

Así mismo, según el "Informe Rattenbach", señala que algunos jóvenes de nacionalidad boliviana al igual que muchos ciudadanos argentinos que descendían de padres bolivianos que en ese momento cumplían con su servicio militar obligatorio en la Argentina, fueron enviados al frente de batalla por las autoridades militares. Cabe mencionar que si bien en la actualidad se desconoce todavía la cantidad exacta de bolivianos que participaron en la guerra, sin embargo se confirma que estuvieron presentes en el conflicto bélico.
Aunque según el periodista y escritor argentino Daniel Kon, quien es autor del libro "Los Chicos de la Guerra", señala que varios soldados argentinos de origen boliviano que estuvieron en la guerra, fueron maltratados y discriminados por sus rasgos físicos.

### Aviones peruanos Mirage III a través de Bolivia

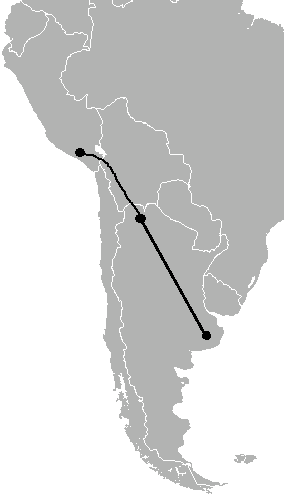
Durante la Guerra de las Malvinas, Bolivia decidió abrir el espacio aéreo boliviano para que los aviones peruanos que realizaban el recorrido Arequipa-Jujuy-Tandil puedan llegar de forma segura a la Argentina sin ser detectados por los radares de Chile.

En junio de 1982, con el avance de la guerra y ante la ya evidente escasez de aviones de combate argentinos, Perú decidió colaborar militarmente con Argentina enviándole de manera secreta unos 10 aviones de caza Dassault Mirage III de fabricación francesa y pertenecientes a la Fuerza Aérea del Perú (FAP).
Si bien Bolivia no envió armamento militar a Argentina por su postura neutral que había adoptado luego de las amenazas del Reino Unido, sin embargo el gobierno boliviano tampoco estuvo en contra y claro ejemplo de ello es cuando se decidió abrir el espacio aéreo boliviano para que los aviones peruanos que se dirigían rumbo a Argentina puedan sobrevolar de manera segura por el territorio boliviano para llegar a su destino final sin ser detectados por los radares chilenos.

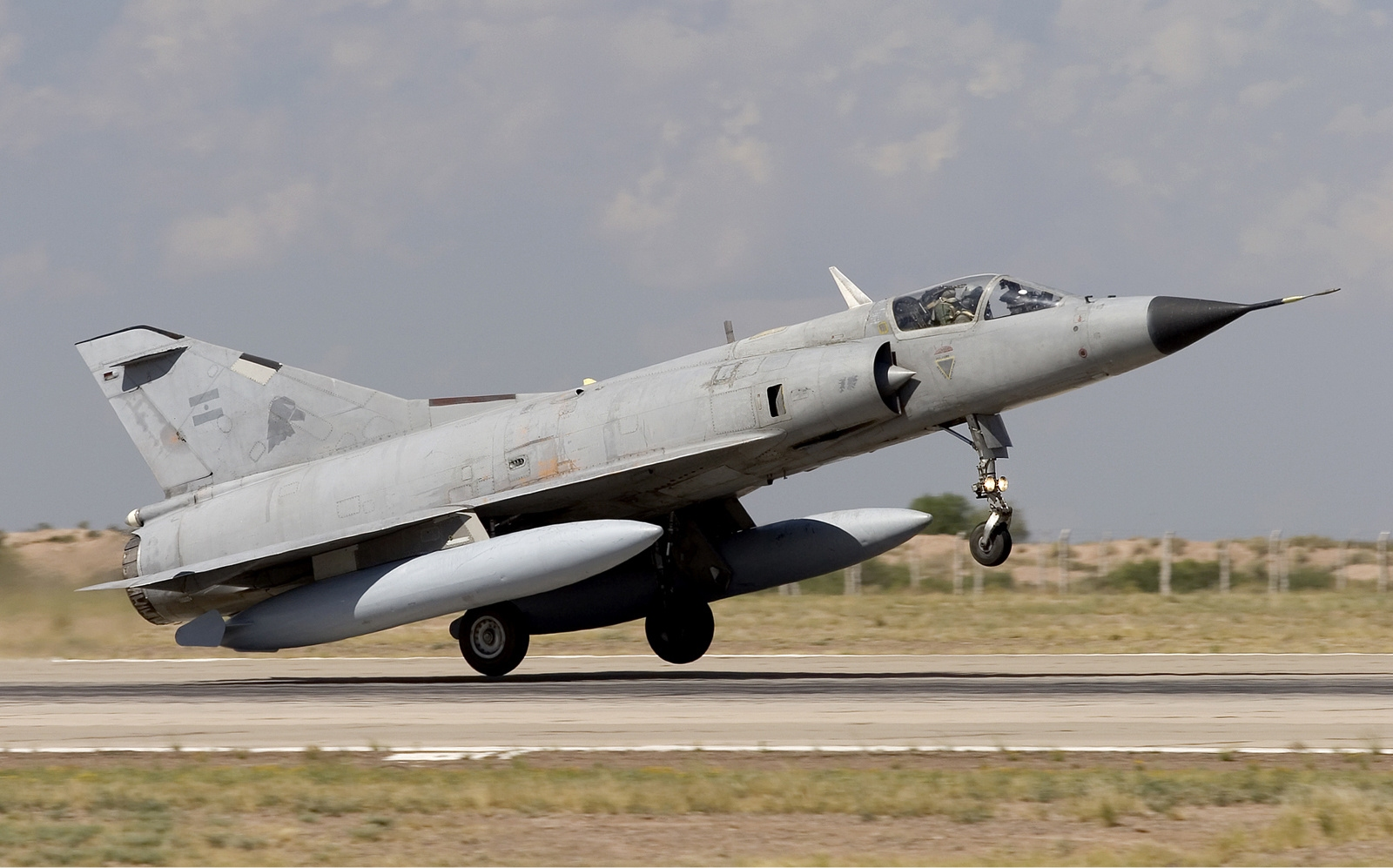
Fotografía del despegue de un avión de caza Dassault Mirage III de fabricación francesa perteneciente a la Fuerza Aérea Argentina (FAA).

Cabe mencionar que los aviones peruanos despegaron desde la basé aérea de La Joya ubicada en la ciudad de Arequipa en el sur peruano y decidieron volar a través de Bolivia para hacer una escala ya en la ciudad argentina de Jujuy, llegando finalmente a su destino final en la ciudad de Tandil. Esto debido a que Chile había adoptado ya una postura abiertamente a favor del Reino Unido y en contra de los intereses de Argentina, transfiriendo inclusive a Reino Unido delicada información de inteligencia de los diferentes movimientos militares argentinos durante la guerra.